# Italiens herrlandslag i handboll
Italiens herrlandslag i handboll representerar Italien i handboll. Laget har aldrig vunnit vare sig europamästerskapen eller världsmästerskapen. 
Man har deltagit i EM en gång, 1998 dit man var kvalificerat som värdland. Man tog där en vinst i den sista betydelselösa gruppspelsmatchen mot Sverige (29-28) och slutade sist i sin grupp och blev 11 av de 12 lag som deltog.
I sitt enda VM, i Japan 1997 slutade man på plats 18 av de 24 deltagande lagen.